# Metanoea malickyi
Metanoea malickyi is een schietmot uit de familie Limnephilidae. De soort komt voor in het Palearctisch gebied.